# اچ‌ام‌اس ماینگز (آر۰۶)
اچ‌ام‌اس ماینگز (آر۰۶) (به انگلیسی: HMS Myngs (R06)) یک کشتی است که طول آن ۳۶۲٫۷ فوت (۱۱۰٫۶ متر) می‌باشد. این کشتی در سال ۱۹۴۴ ساخته شد.